# Ямит
Ямит е бивше израелско селище по време на израелската окупация на Синайския полуостров.
Селището просъществува в периода след Шестдневната война от 1967 г. до оттеглянето (1982) на Израел от Синайския полуостров. Заселелите се евреи поддържат добри отношения с околното бедуинско население. Намирайки се в равнината на Рафах (Ивица Газа), Ямит е бил замислен като голям град и важно пристанище с население 250 000 души. Към деня на евакуацията на 23 април 1982 г. има около 2500 жители.
Мирният договор между Египет и Израел от 1979 г. предвижда египетската страна да заплати на Израел 80 млн. щатски долара за изградената инфраструктура в района. В последна сметка израелският министър-председател решава да разруши селището вместо да получи договорената сума от Египет. Като основен аргумент за разрушаването на Ямит израелската страна изтъква опасността някои заселници да се опитат повторно да се завърнат в селището и така да предизвикат криза в израелско-египетските отношения.
Израелската постъпка води до значително недоволство сред египетската общественост.